# Radoševići (Srebrenica)
Pour les articles homonymes, voir Radoševići.
Radoševići (en serbe cyrillique : Радошевићи) est un village de Bosnie-Herzégovine. Il est situé dans la municipalité de Srebrenica et dans la république serbe de Bosnie. Selon les premiers résultats du recensement bosnien de 2013, il compte 30 habitants.

## Démographie

### Répartition de la population par nationalités (1991)
En 1991, le village comptait 215 habitants, répartis de la manière suivante :

### Communauté locale
En 1991, la communauté locale de Radoševići comptait 1 967 habitants, répartis de la manière suivante :